# Lars-Erik Rosell
Lars-Erik Rosell, född 9 augusti 1944 i Nybro, död 7 januari 2005 i Stockholm, var en svensk tonsättare och professor.
Rosell bedrev organiststudier vid Kungliga Musikhögskolan i Stockholm 1962–1968 och studerade komposition för Ingvar Lidholm 1968–1971. Han var lärare i kontrapunkt och komposition vid Kungliga Musikhögskolan från 1973 till sin bortgång.
Under en period var den ungerske komponisten György Ligeti flitigt förekommande som gästföreläsare vid Musikhögskolan i Stockholm, något som kom att betyda mycket för Rosell, minst lika mycket också mötet med tidens nya amerikanska musik, representerad av Morton Feldman och Terry Riley, vilka också hörde till dem som gästade Musikhögskolan.

## Priser och utmärkelser
- 1983 – Mindre Christ Johnson-priset för Orgelkonsert

## Verkförteckning (urval)

### Vokalmusik

#### Kammaroperor
- Tillfälligt avbrott (1973)
- Amedée (1987)
- Illusionisten (1996)

#### Verk för kör
- Visiones prophetae
- I fönstrets fyrkant
- Änglar, skapelsemakter (1996) för blandad kör, solo och två orglar. Texter av Olov Hartman, Gabriela Mistral och ur Uppenbarelseboken.
- Havets stjärna (2004) för blandad kör
- Mediterraneo (2004) för blandad kör
- I ungdomen (2005) (text: Gustaf Fröding) för blandad ungdomskör, komponerat på beställning av Adolf Fredriks musikklasser
- Solrosen och Molnet (2002–04) för blandad kör till texter av Stagnelius, tillägnat Mikaeli Kammarkör och Anders Eby

#### Solosånger
- Naket liv (1970) för baryton och piano. Text: Artur Lundkvist
  1. Tid?
  2. Famn
  3. Detta lugn, denna säkerhet
  4. Det bittraste i världen
  5. Dina ögon
  6. Medan de drömde vidare

- Fyra folkvisor (1979) för mezzosopran och piano
  1. Harpans kraft
  2. Herr Olov
  3. Jungfrun i blå skogen
  4. Lindormen

### Konserter
- Concerto per organo ed orchestra (1982/88)

### Kammarmusik
- Hommage à Terry Riley för 3 pianon
- Stråkkvartett nr 2 – Mellan tvenne världar (1994/98)

## Diskografi

### In Between (1999)
1. Änglar, skapelsemakter – Maria Höglind, mezzosopran, Erik Lundkvist och Lars Fredén, orgel, Kungl. Musikhögskolans kammarkör, Anders Eby, dirigent.
2. Stråkkvartett nr 2, Mellan tvenne världar - Zetterqvistkvartetten.
3. Naket liv – Mikael Axelsson, baryton, Lise-Lotte Axelsson, piano.
4. Hommage a Terry Riley – Mats Persson, Kristine Scholz och Lars-Erik Rosell, piano.